# IC 1371
IC 1371 је елиптична галаксија у сазвјежђу Водолија која се налази на листи објеката дубоког неба у Индекс каталогу.
Деклинација објекта је - 4° 52' 34" а ректасцензија 21h 20m 15,6s. Привидна величина (магнитуда) објекта IC 1371 износи 13,8 а фотографска магнитуда 14,8. IC 1371 је још познат и под ознакама MCG -1-54-13, NPM1G -05.0598, PGC 66578.